# Daiji-ji
Daiji-ji (大慈寺) est un temple Sōtō situé dans l’arrondissement de Minami de la ville de Kumamoto, Préfecture de Kumamoto au Japon. Son préfixe honorifique sangō est Dairyōzan (大梁山). Il est également appelé Daijizen-ji (大慈禅寺).

## Histoire
Le temple a été fondé en 1278 par Kangan Giin avec le soutien de Kawashiri Yasuaki (川尻泰明), le chef local. Kangan Giin, disciple de Dōgen et fondateur de l'école Higo du bouddhisme Zen Sōtō. Il est connu depuis longtemps comme le principal temple Zen Sōtō à Kyushu. Le paysage local ressemble à celui de Dàbēi shān à Mingzhou (en), qui est maintenant Ningbo, en Chine, où Giin pratique la discipline du bouddhisme zen.
Depuis lors, ce temple a été détruit deux fois dans l'incendie provoqué par la guerre et il ne reste plus rien de celui de Giin. Les bâtiments actuels, dont le Hon-dō, datent de 1779. 
Le temple conserve une cloche en bronze dorée de 169 cm de haut classée bien culturel important. Daiji-ji conserve par ailleurs les effets personnels de Giin.

## Source de la traduction
1. ↑  (ja) otemo-yan.net, « 【熊本市】大慈禅寺(だいじぜんじ):肥後国 くまもとの歴史 » (consulté le 8 septembre 2019).
2. 1 2 3 4  Vol.12 Temple Daijiji.

- (en) Cet article est partiellement ou en totalité issu de l’article de Wikipédia en anglais intitulé « Daiji-ji (Kumamoto) » (voir la liste des auteurs).